# エール出版社
株式会社エール出版社（エールしゅっぱんしゃ）は、日本の出版社。
大学受験の合格体験記・勉強法についての本、資格試験の合格体験記を数多く出版している。これらの本は年度ごとに改訂されている。
澤田洋太郎、本澤二郎らを中心とする辛口の政治評論も多数。

## 書籍

### 大学受験の合格体験記
- 私の東大合格作戦 PART1
- 私の東大合格作戦 PART2
- 私の京大合格作戦
- 私の早慶大合格作戦 PART1
- 私の早慶大合格作戦 PART2
- 私の国公立大合格作戦
- 私の有名私大合格作戦
- 私の医学部合格作戦 PART1
- 私の医学部合格作戦 PART2
- 私の医歯薬学部選び成功作戦
- 私の理工学部合格作戦

### 大学受験の勉強法
- 一発逆転　秘　裏ワザ勉強法（福井一成）
- 大学合格　秘　裏ワザ計画表（福井一成）
- 一発逆転　秘　手抜き受験術（福井一成）
- 再受験生が教える医学部最短攻略法（荒川英輔）
- 医学部再受験　成功する人・ダメな人（荒川英輔）
- 独学で国立大医学部に合格する勉強法 （島本啓輔）
- 独学で国立大医学部に合格する勉強法・改定新版
- 独りで学ぶ・医学部受験の総合的勉強法
- 独りで学ぶ・医学部受験の科目別勉強法
- 中澤式・超英語勉強術（中澤）
- 中澤の合格指南・受験英語の達人Q&A（中澤）
- 全国医学部入試マニュアル
- 医学部再受験成功マニュアル
- スラスラ書ける「志望理由書・小論文」の超キホン講座（石橋知也）

### 資格試験関連
- 私の司法試験合格作戦
- 私の司法試験現役合格作戦
- 司法試験・合格する参考書・ムダな参考書
- 私の司法書士試験合格作戦
- 私の公認会計士二次試験合格作戦
- 私の税理士試験合格作戦
- 私の不動産鑑定士二次試験合格作戦
- 私の宅地建物取引士試験合格作戦
- 私の社会保険労務士試験合格作戦
- 私の中小企業診断士試験合格作戦
- 私の行政書士試験合格作戦

### 公務員試験関連
- 私の国家I種試験合格作戦
- 私の地方上級・中級・国家II種試験合格作戦
- 私の地方初級・国家III種試験合格作戦

### その他
- 危ない大学消える大学（島野清志）
- 『通信制大学・短大超トクする活用法』（嶋田誉之）
- 『短大・専門学校卒ナースが簡単に看護大学卒になれる本』（松本肇）
- 『年収300万円で子どもを大学に入れる方法』（石橋知也）
- 残酷物語シリーズ
  - イトーヨーカ堂残酷物語
  - 日本国有鉄道残酷物語 他